# 林哲瑄
林哲瑄（1988年9月21日—），台灣棒球選手，原活躍於美國職棒聯盟，目前效力於中華職棒富邦悍將隊，於2015年6月29日舉行之中華職棒季中選秀會以第一輪第一順位被義大犀牛選中，為選秀狀元。在中華職棒，林哲瑄以遠超越平均之守備範圍與功力為名，而其防守管區亦因其外號而有「修羅場」、「801旅長」、「釣蝦池」之稱。

## 生平
林哲瑄父親是金城國中田徑隊林漢森，也因此從小就接受過許多速度、耐力的訓練，後來進入崇學國小就讀。國小三年級時曾經獲得100公尺短跑冠軍、也是小馬聯盟中華隊國手，更是冠軍隊的成員，個人投出兩場救援成功，還在賽事當中與隊友鄭凱文締造了「單隊單局兩支滿貫全壘打」的紀錄。
他後來就讀金城國中，父親是學校的田徑隊及棒球隊教練，曾在中小學運動會拿下100公尺短跑冠軍。林哲瑄在國小與國中時期都是隊上主力投手，國中最快球速可達137公里，曾經在青少棒選拔賽當中一人獨得投手獎、打點獎、全壘打獎，不僅投打俱佳更俱有速度，已經是名相當具有潛力的球員。
林哲瑄高中進入棒球名校南英商工就讀，一年級時就擔任棒球隊第三棒，並在國際邀請賽當中獲得打點王。隨後一直受到球探的矚目，高中畢業後被美國職棒波士頓紅襪隊相中以40萬美元簽約金網羅，於2007年6月加盟美國職棒。
林哲瑄於2008年7月13日獲選為小聯盟未來之星明星賽MVP，並擊出兩分全壘打幫助世界之星隊擊敗美國之星隊。他也在2008年入選中華台北夏季奧林匹克運動會棒球代表隊 。
林哲瑄於2011年效力於3A波塔基特紅襪，並於11月18日進入波士頓紅襪隊40人名單。
2012年4月14日由於波士頓紅襪中外野手雅戈比·艾爾斯布里(Jacoby Ellsbury)肩膀受傷被徵召，林哲瑄職棒生涯首度登上美國職棒大聯盟，成為台灣第8位登上大聯盟的選手，也是台灣第3位登上大聯盟的野手及第2位的外野手。同年5月22日，於波士頓紅襪隊首度以先發身份上場，並擊出安打，成為在大聯盟擊出安打的第六位台灣選手。
2012年10月被波士頓紅襪隊移出40人名單，隨後被休士頓太空人隊挑走，列入40人名單。同年12月20日被休士頓太空人隊移出40人名單。
2013年12月21日與德州遊騎兵隊簽下小聯盟合約。隔年2月，遊騎兵隊官網宣布，林哲瑄於新賽季將改練投手。2015年1月，遭遊騎兵隊釋出。
2015年上半年，為了維持手感，加入四國島聯盟高知鬥犬隊，同年6月參加中華職棒26年季中選秀，於首輪第一順位被義大犀牛指名，成為選秀狀元。
2022年7月23日於新竹市立棒球場出賽時，四局下因撲接外野飛球傷退。 28日富邦悍將決定讓林哲瑄接受手術，估計休息8個月。 29日林哲瑄於Facebook發文擔憂提早結束職業棒球生涯。

## 特殊事蹟
- 2012年5月21日，再度被球團登錄為大聯盟25人名單，對上巴爾的摩金鶯，擔任先發右外野手第九棒，於八局上半擊出大聯盟生涯的第一支安打。
- 2013年6月15日，太空人隊3A奧克拉荷馬紅鷹與遊騎兵3A進行比賽，9局上紅鷹隊在2:11大幅落後，教練團為消化比賽派出未出賽的林哲瑄上場後援。總計林哲瑄投0.2局，沒被敲安打且無失分。終場紅鷹就以2比11吞敗。
- 2015年8月15日於桃園國際棒球場對戰Lamigo桃猿隊面對先發投手蘭斯佛(Jared Lansford)，擊出中華職棒生涯首支安打，即是一支滿貫全壘打，成為中華職棒史上第二位首支安打即為滿貫全壘打的球員[9][10]，該全壘打還砸中桃猿隊贊助廠商於左外野放置的樣品車[11]。
- 2018年4月6日於桃園國際棒球場面對Lamigo桃猿隊的戴倫·道恩斯，因捕手廖健富漏接球而形成不死三振，且上到二壘，為中職首例。

## 爭議
- 2017年3月底，於其粉絲專頁上發文暗指隊友林益全守備不積極（該文已刪除），引發一連串風波與球迷熱烈討論[12]。兩人同為南英商工校友，在風波延燒多時的情況下，甚至驚動外號「牛爸」的母校總教練陳献榮調解[13]。
- 2018年7月初，與隊友共同將中信兄弟隊外野手陳子豪應援曲改編為不雅字詞，並經由富邦悍將官方Instagram限時動態中發出，事發當下引起網路撻伐，不久後官方小編索性將影片刪除，富邦悍將球團也立即發文滅火並向中信兄弟球團及陳子豪道歉。
- 2025年3月16日，在熱身賽中打出安打卻沒有跑壘，引起網友熱議[14]。

## 經歷
- 台南市東區崇學國小少棒隊
- 台南市金城國中青少棒隊
- 台南市南英商工青棒隊
- 美國職棒波士頓紅襪隊
- 美國職棒休士頓太空人隊
- 美國職棒德州遊騎兵隊
- 日本獨立聯盟高知鬥犬（日语：高知ファイティングドッグス）隊
- 中華職棒義大犀牛（2015年8月12日－2016年10月31日）
- 中華職棒富邦悍將（2016年11月1日－）

## 國手資歷

### 青少棒時期
- 2000年第四十屆小馬聯盟野馬級世界少棒錦標賽
- 2003年第五十二屆小馬聯盟小馬級世界青少棒錦標賽
- 2006年第二十七屆小馬聯盟帕馬級世界青棒錦標賽
- 2006年第二十二屆IBA世界青棒錦標賽

### 成棒時期
- 2008年北京奧運棒球最終資格排名賽
- 2008年北京奧運
- 2009年第二屆世界棒球經典賽
- 2010年第十七屆洲際盃
- 2010年第十六屆中國廣州亞運
- 2013年第三屆世界棒球經典賽
- 2017年第四屆世界棒球經典賽
- 2019年世界棒球12強賽

## 職棒生涯成績

### 美國職棒
- 小聯盟平均打擊率/上壘率/長打率為0.253/0.349/0.339，共擊出690支安打，其中25支為全壘打
- 小聯盟投球局數14.0局，1勝1敗5.14自責分率

#### 大聯盟
| 年度 | 球隊       | 出賽 | 打席 | 打數 | 得分 | 安打 | 二壘打 | 三壘打 | 全壘打 | 四死 | 三振 | 盜壘 | 打擊率 | 上壘率 | 長打率 | OPS   |
| ---- | ---------- | ---- | ---- | ---- | ---- | ---- | ------ | ------ | ------ | ---- | ---- | ---- | ------ | ------ | ------ | ----- |
| 2012 | 波士頓紅襪 | 9    | 12   | 12   | 1    | 3    | 0      | 0      | 0      | 0    | 5    | 0    | 0.250  | 0.250  | 0.250  | 0.500 |
| 合計 | 1年        | 9    | 12   | 12   | 1    | 3    | 0      | 0      | 0      | 0    | 5    | 0    | 0.250  | 0.250  | 0.250  | 0.500 |

### 日本獨立聯盟
- 平均打擊率/上壘率/長打率為0.230/0.333/0.295，共擊出28支安打，其中2支為全壘打

### 中華職棒
| 年度 | 球隊     | 出賽 | 打數 | 安打 | 全壘打 | 打點 | 盜壘 | 四死 | 三振 | 壘打數 | 雙殺打 | 打擊率 | 上壘率 | 長打率 | OPS   |
| ---- | -------- | ---- | ---- | ---- | ------ | ---- | ---- | ---- | ---- | ------ | ------ | ------ | ------ | ------ | ----- |
| 2015 | 義大犀牛 | 20   | 78   | 19   | 1      | 8    | 1    | 14   | 20   | 29     | 2      | 0.244  | 0.359  | 0.372  | 0.731 |
| 2016 | 義大犀牛 | 107  | 400  | 138  | 22     | 79   | 12   | 68   | 63   | 228    | 3      | 0.345  | 0.434  | 0.570  | 1.004 |
| 2017 | 富邦悍將 | 91   | 351  | 104  | 3      | 43   | 9    | 48   | 60   | 142    | 11     | 0.296  | 0.375  | 0.405  | 0.780 |
| 2018 | 富邦悍將 | 106  | 388  | 108  | 10     | 59   | 18   | 43   | 66   | 165    | 12     | 0.278  | 0.345  | 0.425  | 0.770 |
| 2019 | 富邦悍將 | 112  | 414  | 130  | 9      | 48   | 15   | 35   | 58   | 194    | 10     | 0.314  | 0.363  | 0.469  | 0.832 |
| 2020 | 富邦悍將 | 73   | 220  | 64   | 9      | 32   | 14   | 38   | 50   | 100    | 4      | 0.291  | 0.392  | 0.455  | 0.775 |
| 2021 | 富邦悍將 | 84   | 290  | 69   | 5      | 23   | 13   | 43   | 58   | 96     | 5      | 0.238  | 0.334  | 0.331  | 0.665 |
| 2022 | 富邦悍將 | 38   | 119  | 29   | 1      | 4    | 5    | 14   | 20   | 38     | 2      | 0.244  | 0.321  | 0.319  | 0.640 |
| 2023 | 富邦悍將 | 105  | 334  | 80   | 3      | 27   | 18   | 36   | 53   | 104    | 1      | 0.240  | 0.313  | 0.311  | 0.624 |
| 2024 | 富邦悍將 | 55   | 146  | 28   | 1      | 17   | 4    | 24   | 34   | 32     | 1      | 0.192  | 0.304  | 0.219  | 0.523 |
| 合計 | 10年     | 791  | 2740 | 769  | 64     | 340  | 109  | 363  | 482  | 1128   | 51     | 0.281  | 0.361  | 0.412  | 0.773 |

## 外部連結
- 林哲瑄的Instagram帳戶
- 林哲瑄的Facebook專頁
- 林哲瑄在美國職棒官網（英语）
- 林哲瑄在中華職棒官網
- 林哲瑄在Baseball-Reference.com（大聯盟）（英语）
- 林哲瑄在Baseball-Reference.com（小聯盟以及海外聯盟）（英语）
- 林哲瑄在ESPN（MLB）（英语）
- 林哲瑄在FanGraphs.com（英语）
- 林哲瑄在Retrosheet（英语）
- 林哲瑄在The Baseball Cube（英语）
- 林哲瑄在Olympedia（英语）
- 林哲瑄在台灣棒球維基館上的頁面（繁體中文）

| 前任： 鄭凱文                 | 中華職棒新人選秀狀元 2015年            | 繼任： 蘇智傑                 |
| 獎項                          |                                        |                               |
| 前任： 羅國龍                 | 中華職棒金手套獎（外野手） 2016-2019年 | 繼任： 詹子賢                 |
| 前任： 張正偉、高國輝、張建銘 | 中華職棒最佳十人獎（外野手） 2016年    | 繼任： 張正偉、王柏融、張志豪 |
| 前任： 林智勝                 | 中華職棒總冠軍最有價值球員獎 2016年    | 繼任： 陳俊秀                 |